# Ljubljanica
Pour les articles homonymes, voir Ljubljanica (homonymie).
La Ljubljanica est une rivière de Slovénie.  La rivière est longue d'environ 41 km mais environ 20 km de son trajet se fait dans des grottes ce qui fait qu'elle a sept noms différents sur son trajet.
La rivière est un affluent de la rivière Save qui se jette elle-même dans le Danube. La confluence entre les deux rivières a lieu à proximité de la ville de Ljubljana qui s'est d'ailleurs développée sur ses rives.

## Hydronymie

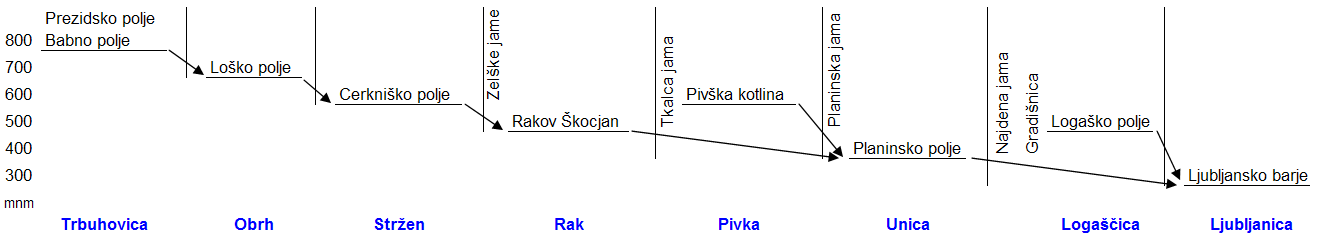
La « rivière aux sept noms ».

La Ljubljanica est la continuité d'un vaste système karstique partiellement connu, elle est poétiquement surnommée la « rivière aux sept noms », plusieurs des rivières souterraines remontant ponctuellement à la surface avant de disparaître à nouveau. Ces cours d'eau résurgents d'où la Ljubjanica tire son origine - et son surnom - sont la Trbuhovica, l'Obrh, le Stržen, le Rak, la Pivka et l'Unica. Elle prend son nom définitif de Ljubljanica peu avant Vrhnika.
Le nom de Ljubljanica n'a pas d'étymologie totalement attestée. Selon l'une des explications possibles, le nom slovène de la rivière pourrait être dérivé de l'allemand Laibach, signifiant eau lente qui stagne. Une autre hypothèse étymologique suggère indiquent que le nom provient du nom Ľubovidъ, présumé fondateur d'une colonie le long de la rivière à partir de laquelle la ville moderne de Ljubljana a été formée. Le nom Ľubovidъ aurait ensuite été abrégé et modifié,
Dans l'Antiquité, la rivière était navigable, depuis le Danube et la Save, jusqu'à Nauportus (aujourd'hui Vrhnika), ainsi que le rapporte Pline l'Ancien dans son Histoire naturelle. Nauportus était un port fluvial important sur la grande voie protohistorique qui reliait le bassin du Danube à l'Italie du Nord ; à partir de cet endroit, les marchandises en provenance du Danube par bateau empruntaient une route terrestre pour traverser le plateau de Hrušica et parvenir à la côte adriatique.

## Histoire
La Ljubljanica et l'ensemble des marais du Ljubljansko Barje sont extrêmement intéressants du point de vue archéologique et historique. Les archéologues ont commencé leurs études dans la première moitié du XIXe siècle, lors des premières tentatives d'assèchement du Ljubljansko Barje. Entre 1825 et 1936, lors de l’approfondissement du lit de la rivière, ils ont trouvé et énuméré de nombreux objets remontant au Chalcolithique, à l'âge du Bronze et à celui du Fer, jusqu'à l'époque romaine. Parmi les découvertes les plus intéressantes, on peut signaler dans la zone des marais, un grand nombre de villages palafittes, le premier d'entre eux à avoir été découvert a été exhumé près d'Ig en 1875. Ces établissements datent du Néolithique aux âges des métaux. Les premières dépositions rituelles d'objets dans le cours de la rivière commencent à la fin de l'âge du Bronze, près de la résurgence de Bistra.

### Antiquité
La région de la Ljubljanica était dominée à l'âge du fer par le peuple celtique des Taurisques. Les Romains ont ensuite conquis et annexé ce territoire, qui, à partir de la réforme d'Auguste, a fait partie de l'Italie, dans la Regio X Venetia et Histria, comme le montre la borne-frontière trouvée en 2001 dans le lit de la rivière, au niveau du village de Bevke.

### Époque moderne
En 1941, peu après l'Invasion de la Yougoslavie par les forces de l'Axe, Ivan Hribar, homme politique yougoslave et ancien maire de Ljubljana, alors âgé de 90 ans, se suicida en se jetant, enveloppé dans le drapeau yougoslave, dans la Ljubljanica pour protester contre l'annexion italienne de Ljubljana.

## Galerie

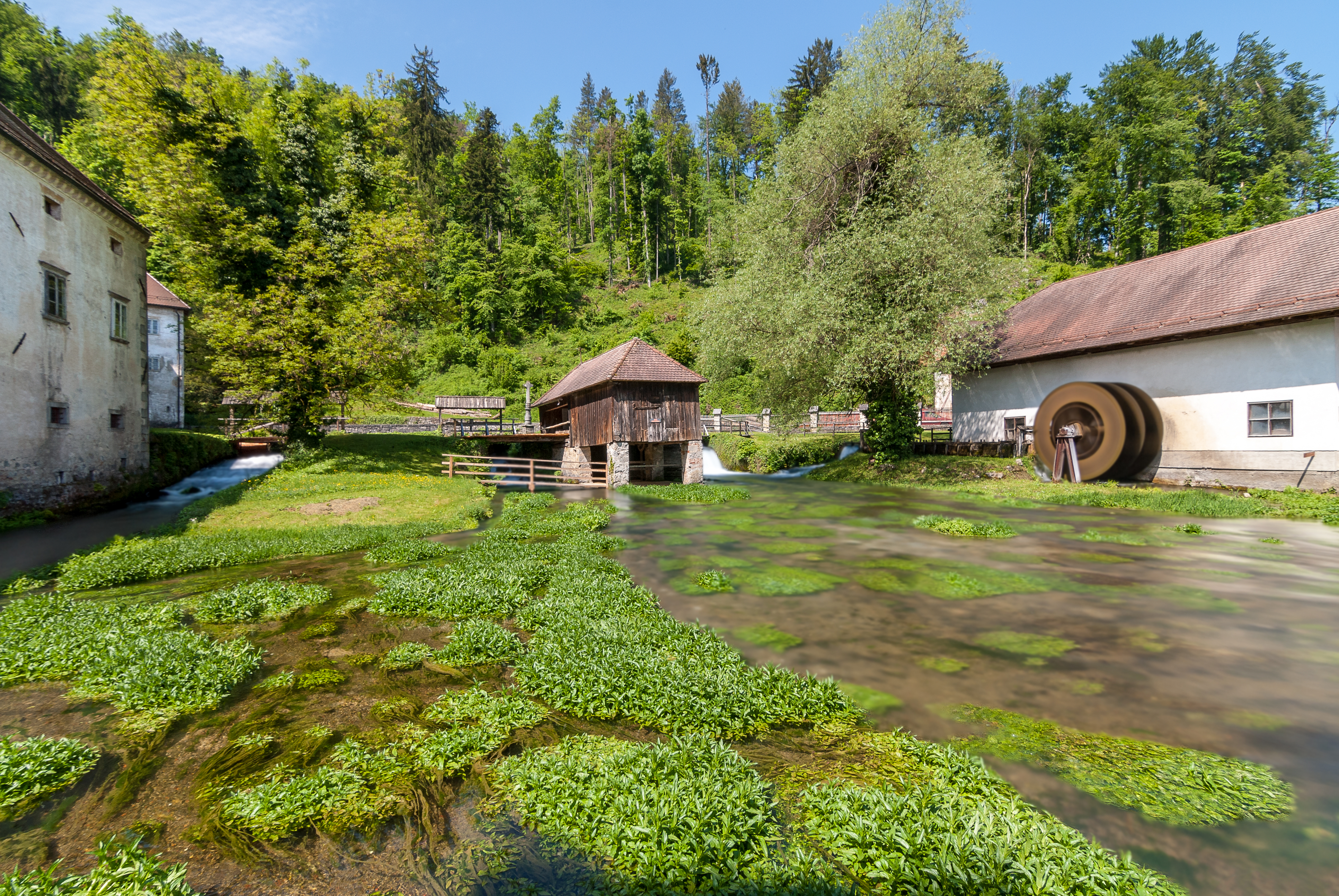
L'une des sources de la rivière Ljubljanica au château de Bistra près de Vrhnika.
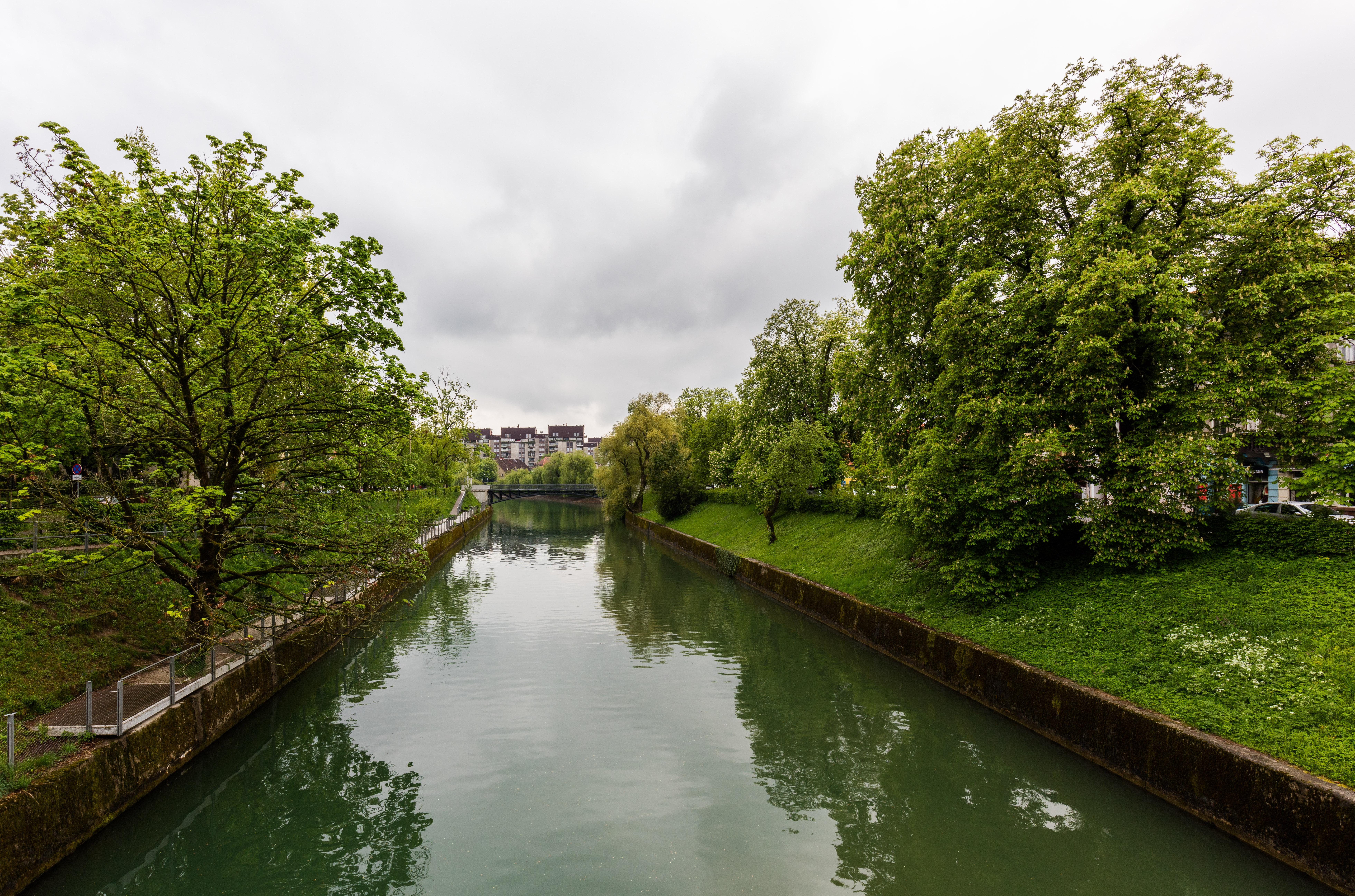
Ljubljanica à Ljubljana.
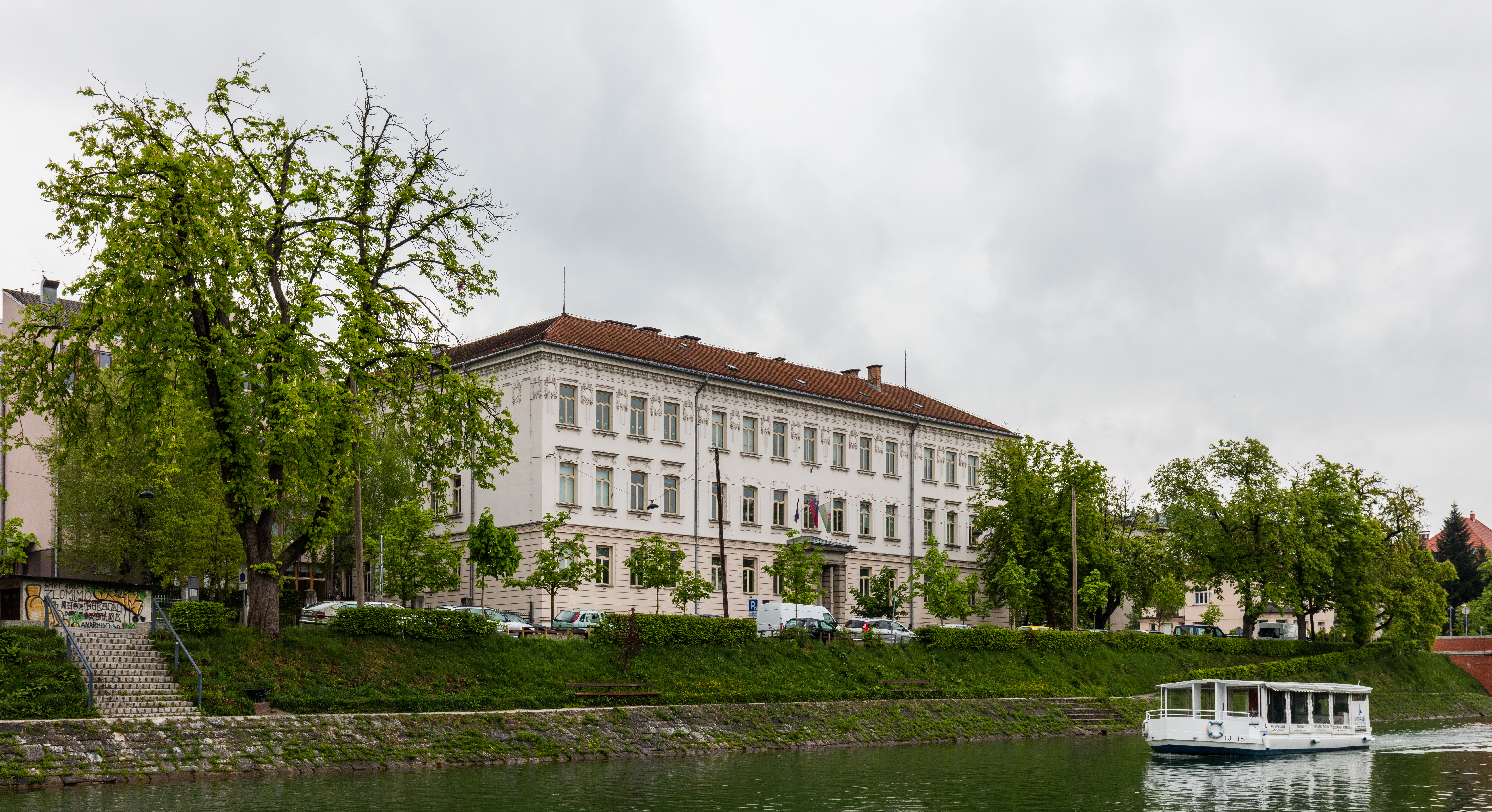
Dans le district de Trnovo (Ljubljana).
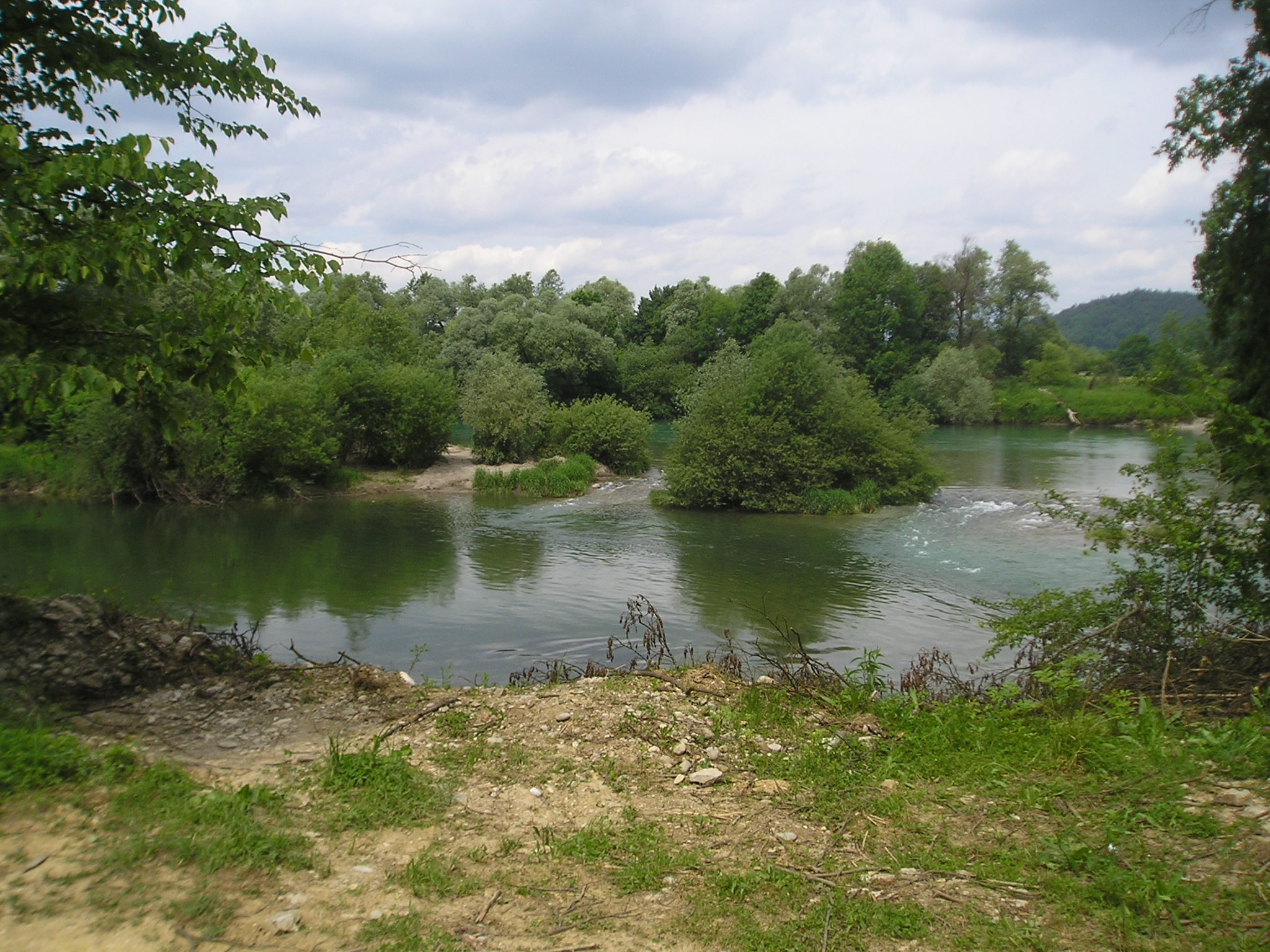
Confluence avec la Save.